# Miraclathurella mendozana
Miraclathurella mendozana é uma espécie de gastrópode do gênero Miraclathurella, pertencente a família Pseudomelatomidae.